# عمر تروخيو
عمر تروخيو (بالإسبانية: Omar Trujillo)‏ هو لاعب كرة قدم مكسيكي في مركز الدفاع، ولد في 9 نوفمبر 1977 في موريليا في المكسيك. شارك مع منتخب المكسيك لكرة القدم. أما مع النوادي، فقد لعب مع تايجرز أونال ونادي أطلس.

## وصلات خارجية
- عمر تروخيو على موقع قاعدة بيانات كرة القدم.إي يو (الإنجليزية)
- عمر تروخيو على موقع ناشيونال فوتبول تيمز (الإنجليزية)
- عمر تروخيو على موقع Soccerway.com (الإنجليزية)
- عمر تروخيو على موقع عالم كرة القدم.نت (الإنجليزية)